# 飛騨小坂駅
飛驒小坂駅（ひだおさかえき）は、岐阜県下呂市小坂町大島にある、東海旅客鉄道（JR東海）高山本線の駅である。
普通列車と一部の特急「ひだ」が停車する。小坂温泉郷（濁河温泉、下島温泉、湯屋温泉）と御嶽山登山口の玄関駅であり、駅前には濃飛バスのバス停がある。

## 歴史
かつては、駅の南にある貯木場を起点とし御嶽山方面へ向かう森林鉄道（小坂森林鉄道）が存在した。貯木場までは専用線が敷設されており、そこで木材の積み替えが行われていた。森林鉄道廃止後（1962年度全廃）も1977年の貨物取扱廃止まで、トラックで木材を貯木場へ運搬し、貨車へ積み替えていた。

### 年表
- 1933年（昭和8年）8月25日：国鉄高山線の終着駅として、飛驒萩原-当駅間の開通時に開業[4]。一般駅[2]。
- 1934年（昭和9年）10月25日：高山線が高山本線に改称し、坂上駅まで開通[5]。
- 1977年（昭和52年）11月30日：車扱貨物の取扱いを廃止[2]。
- 1985年（昭和60年）3月14日：荷物の取扱いを廃止[2]。
- 1987年（昭和62年）4月1日：国鉄分割民営化により、JR東海の駅へ[2]。
- 1999年（平成11年）10月14日：中部の駅百選の第1回選定駅の25駅に選出[1]。
- 2011年（平成23年）4月1日：簡易委託終了により無人化[1]。

## 駅構造

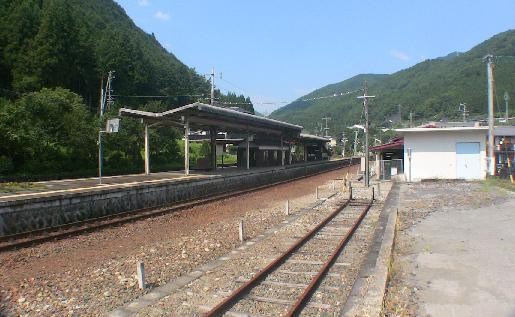
ホーム（2009年8月）

島式ホーム1面2線を有する地上駅。ホームの東側が1番線、西側が2番線となっており、1番線に下呂・名古屋方面行きの上り列車が、2番線に高山方面行きの下り列車が停車する。2番線は上り列車の発着も可能な構造になっている。また、保線車両の留置線が1番線から分岐する。下り列車の場合、ホームの有効長が短いため（9両分）、車両を増結した10両編成の特急列車では後方の1車両のドアを開閉しない（ドアカット）。上り列車については、ホームの有効長が高山本線内の最長の10両編成に対応できているので、この措置は取られない。
ホーム上に待合室がある。
駅舎は構内東側にある。開業当初からの木造駅舎は丸太造りの山小屋風であり、中央本線の大月駅と並び称される。正面には神社の神殿にあるような千木が設けられている。このような設計となった経緯は、霊山である御嶽山の飛騨側の登山口で多くの登山者があったことと、豊富な森林資源があったためである。この駅舎が評価され中部の駅百選に選出された。駅舎とホームとは開業当初より地下道で結ばれている。
下呂駅管理の無人駅。かつては東海交通事業が業務を行う簡易委託駅であったが、2011年3月31日をもって、無人化された。それまでは、マルス端末が設置されており、みどりの窓口の表示がないのにもかかわらず、座席指定券の購入が可能であった。
改札外待合室に飲料自販機、改札内に男女別水洗トイレが設置されている。
一時期高山本線の終着駅であったため、転車台も設置されていた。全通後の冬には除雪車が高山駅から当駅まで運転され、転車台にて方向転換されて高山駅へ戻っていた。使用されなくなった後も長く残っていたが、昭和末期に撤去された（昭和58年10月には既に撤去されていた）。
国道41号から駅を俯瞰した構図は、JTB時刻表の表紙や、高山本線の紹介記事などにたびたび登場している。

### のりば
| 番線 | 路線        | 方向 | 行先           |
| ---- | ----------- | ---- | -------------- |
| 1    | CG 高山本線 | 上り | 下呂・岐阜方面 |
| 2    | CG 高山本線 | 下り | 高山・富山方面 |

## 利用状況
「岐阜県統計書」と「下呂市データ集」によると、近年の1日平均乗車人員は以下の通りである。
| 年度   | 1日平均 乗車人員 |
| ------ | ---------------- |
| 2000年 | 169              |
| 2001年 | 162              |
| 2002年 | 142              |
| 2003年 | 142              |
| 2004年 | 120              |
| 2005年 | 126              |
| 2006年 | 114              |
| 2007年 | 108              |
| 2008年 | 110              |
| 2009年 | 112              |
| 2010年 | 116              |
| 2011年 | 100              |
| 2012年 | 95               |
| 2013年 | 94               |
| 2014年 | 92               |
| 2015年 | 86               |
| 2016年 | 71               |
| 2017年 | 69               |
| 2018年 | 63               |
| 2019年 | 68               |
| 2020年 | 63               |
| 2021年 | 63               |
| 2022年 | 55               |

## 駅周辺
小坂町の中心部にあり、住宅が多く駅の東側は商店街が形成されている。駅前には丸型郵便ポストとログハウス調の電話ボックスがある。
- 長谷寺
- 浄福寺（しだれ桜で知られる - 飛騨・美濃さくら三十三選）
- 愛知淑徳学園飛騨林間学舎「淑友館」
- 林野庁中部森林管理局岐阜森林管理署
- 飛騨小坂サイクリングロード
- 飛騨川
- 国道41号
- 岐阜県道88号下呂小坂線
- 下呂市立小坂中学校
- 下呂市立小坂小学校

## バス路線
駅前ロータリーに濃飛バス「小坂駅前」停留所が設置されており、少数のバスが発着している。現状は濃飛バスの下呂線の区間便が発着するほか、鹿山行きのオンデマンドバスが発着している。
- 濃飛バス
  - 下呂線：下呂バスセンター
- デマンド小坂
  - 湯屋線：鹿山

下呂線の日中時間帯のバスは当駅バス停を経由せず、国道41号線の旧道沿いに設置されている小坂町バス停を経由する。そのため駅前ロータリーに入るのは当駅バス停発着の区間便のみである。区間便は朝に設定されている当駅バス停始発3本と1日1本のみ榧原発の小坂町内完結の短区間便、夕方の当駅バス停止まりの2本のみである。かつては濃飛バスの下呂小坂湯屋線が設定されており、現在のデマンドバス路線の運行を行っていた。

## 隣の駅
※当駅に一部が停車する特急「ひだ」の隣の停車駅は列車記事を参照のこと。
東海旅客鉄道（JR東海）
CG 高山本線
飛騨宮田駅 - 飛騨小坂駅 - 渚駅